# Glória d’Oeste
Glória d'Oeste – miasto i gmina w Brazylii, w stanie Mato Grosso.